# 암브로세 만드불로 들라미니
암브로세 만드불로 들라미니(Ambrose Mandvulo Dlamini, 1968년 3월 5일 ~ 2020년 12월 13일)는 에스와티니의 기업인·정치인이다. 2018년부터 2020년까지 에스와티니 총리를 맡았다.
암브로세 들라미니의 증조할아버지인 말룽게 왕자(Prince Malunge)는 소부자 2세 국왕의 작은아버지이다. 들라미니는 스와질랜드 대학교를 졸업하고 햄프턴 대학교에서 MBA를 받았다. 금융계에서 18년간 일했으며 2010년부터 2018년까지는 MTN 그룹에 속하는 통신 기업인 MTN 에스와티니의 CEO를 맡았다.
2018년 음스와티 3세 국왕은 사망한 총리 바나바스 들라미니의 후임으로 암브로세 들라미니를 임명하였다. 당시 그는 정부에서 일한 경험이 없었고 선거는 민주적이지 않았다는 비판이 있었다.
코로나19 범유행 중인 2020년 11월 15일 들라미니는 코로나19 확진을 받았고 같은 달 23일 입원하였다. 에스와티니의 이웃 나라인 남아프리카 공화국의 병원으로 옮긴 뒤 투병하다 12월 13일 사망하였다.